# 골드만 환경상

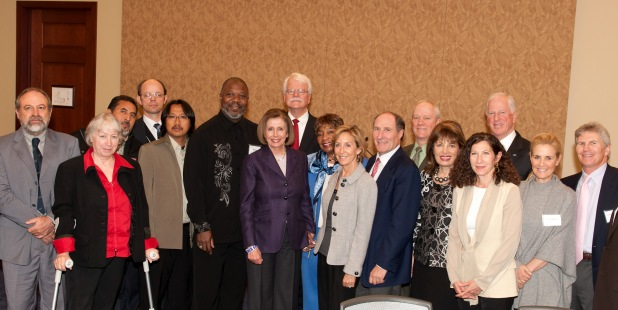

골드만 환경상(Goldman Environmental Prize)은 환경운동가에게 수여하는 세계에서 가장 큰 상으로 매년 세계 6대 대륙의 환경운동가를 1명씩 선정, 상금 7만 5,000달러를 수여한다. 대한민국에서는 1995년에 최열이 아시아대륙 환경운동가로 선정돼 수상한 바 있다.
다음의 세계 6개 지역을 대상으로 한다: 아프리카, 아시아, 유럽, 섬지역과 섬국가, 북아메리카, 남/중앙아메리카. 이 상을 수여하는 주체는 미국 캘리포니아주 샌프란시스코에 본사를 둔 골드만 환경 재단(Goldman Environmental Foundation)이다. 그린 노벨(Green Nobel)로 불리기도 한다.
2020 골드만 환경상 시상식은 코로나19 팬대믹으로 인해 2020년 11월 30일 온라인으로 치러졌다.